# Соколов, Павел Петрович (художник)
Па́вел Петро́вич Соколо́в (1826—1905) — русский живописец, академик Императорской Академии художеств. Средний сын Петра Фёдоровича Соколова.

## Биография
Получил образование в Императорской Академии художеств, где занимался под руководством Карла Брюллова, и был выпущен из неё (1849) со званием «свободного художника» (то есть, «неклассного», не получившего класса в табели о рангах).
В 1864 году за картину «Святое Семейство» возведён в звание академика.
Занимался в основном акварельной живописью. Из его акварельных работ заслуживают упоминания «Тройка» (приобретена императором Александром II) и «Рассказы бывшего солдата» (у наследников графа Стенбока-Фермора).
Работы П. П. Соколова публиковались во «Всемирной иллюстрации» и других изданиях.
От отца Павел Соколов унаследовал любовь к творчеству А. С. Пушкина. В частности, им были выполнены иллюстрации к «Евгению Онегину» и «Капитанской дочке». Рисунки к «Евгению Онегину», мастерски исполненные свинцовым карандашом, считаются одними из лучших иллюстраций к поэме. Они были созданы в годы, близкие к пушкинской эпохе (1855—1860), и ими восхищались многие современники Пушкина.

## Картины художника

Из иллюстраций к «Евгению Онегину» и «Капитанской дочке»
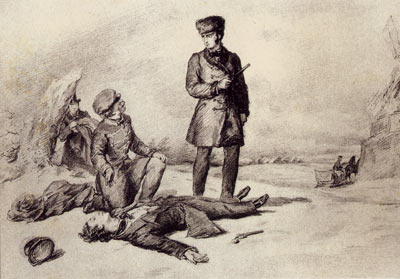
Дуэль Онегина с Ленским
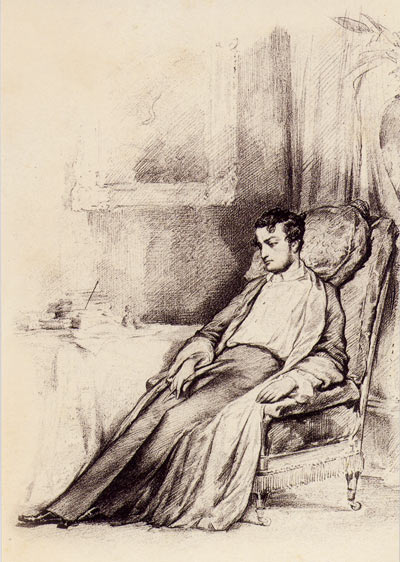
Евгений Онегин
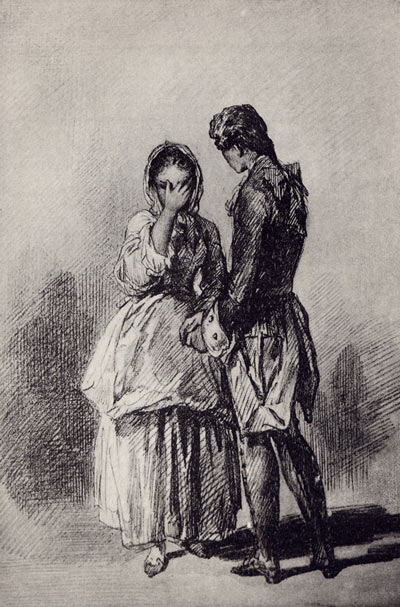
Маша и Пётр
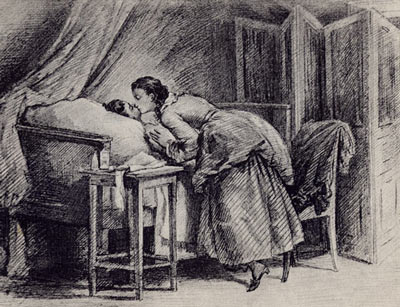
Маша у постели Петра Гринёва

## Публикации текстов
- Соколов П. П. Воспоминания / академик П. П. Соколов ; Ред., вступ. статья и прим. Э. Голлербаха. — Л. : Ком. популяризации худ. изд. при Гос. акад. истории матер. культуры, 1930. — 360 с., [20] л. вкл. л. ил. и портр. : ил., портр. — (Из прошлого русского искусства).